# Jan Ocetek
Jan Ocetek (* 4. května 1972 Brno) je český sbormistr působící v mnoha sborech: Pěvecký sbor VUT v Brně Vox Iuvenalis, Pěvecký sbor Masarykovy univerzity, Smíšený sbor Kantiléna, Cvičný sbor JAMU a dětské sbory Colory a Colorky při ZUŠ Arthura Nikische v Bučovicích.
Absolvoval Filozofickou fakultu a Pedagogickou fakultu Masarykovy univerzity v Brně, v roce 2001 vystudoval dirigování sboru na Hudební fakultě Janáčkovy akademie múzických umění (JAMU) v Brně u Lubomíra Mátla. Na mnoha festivalech a soutěžích v ČR i zahraničí získal ocenění poroty za vynikající dirigentský výkon.[zdroj⁠?!] Je uměleckým ředitelem celostátní hodnocené přehlídky gymnaziálních sborů GYMNASIA CANTANT a pedagogicky působí na katedře kompozice a dirigováni Hudební fakulty JAMU. Do konce roku 2016 byl druhým sbormistrem Českého filharmonického sboru Brno.

## Úspěchy a ocenění
- 1995 MSS B. Smetany Litomyšl
- 1996 a 2000 MSF Pražské dny sborového zpěvu – zvláštní ceny za vynikající dirigentský výkon

Se sborem Vox iuvenalis:
- 1994 MSS B. Smetany Litomyšl
- 1995 MSS Trenčianské Teplice 1995
- 1995 reprezentant UČPS na Německo–českém sborovém týdnu mládeže Tittling
- 1996 úspěšná účast na MSF Pražské dny sborového zpěvu
- 1997, 1999, 2000 koncertní vystoupení v rámci FSU Jihlava
- 1998 MF adventní a vánoční hudby Praha, 1. místo a zvláštní cena za dramaturgii soutěžního vystoupení
- 1999 MSF „Jaro se otvírá“ Chlumec nad Cidlinou
- 1999 Mezinárodní česko-japonský festival Mladá Praha
- 2000 MSF Rassegna Internazionale di Capelle Musicali Loreto
- 2000 Velikonoční festival duchovní hudby Brno
- 2000 MSF IFAS Pardubice, 3. místo
- 2000 MSF Pražské dny sborového zpěvu, 2. místo a zvláštní cena za provedení povinné skladby
- 2002 MSS Randers (Dánsko), 2. cena
- 2003 Cena Sbormistr-junior